# يوم الجمعة الثالث عشر الجزء الثالث
يوم الجمعة الثالث عشر الجزء الثالث (بالإنجليزية: Friday the 13th Part III)‏ هو فيلم رعب تم إنتاجه في الولايات المتحدة وصدر في سنة 1982.

## الميزانية والإيرادات
بلغت تكلفة إنتاج الفيلم حوالي 2.3 مليون دولار بينما حقق إيرادات تقدر بـ 36.7 مليون دولار ().

## وصلات خارجية
- يوم الجمعة الثالث عشر الجزء الثالث على موقع IMDb (الإنجليزية)
- يوم الجمعة الثالث عشر الجزء الثالث على موقع ميتاكريتيك (الإنجليزية)
- يوم الجمعة الثالث عشر الجزء الثالث على موقع روتن توميتوز (الإنجليزية)
- يوم الجمعة الثالث عشر الجزء الثالث على موقع نتفليكس (الإنجليزية)
- يوم الجمعة الثالث عشر الجزء الثالث على موقع ألو سيني (الفرنسية)
- يوم الجمعة الثالث عشر الجزء الثالث على موقع Turner Classic Movies (الإنجليزية)
- يوم الجمعة الثالث عشر الجزء الثالث على موقع أول موفي (الإنجليزية)
- يوم الجمعة الثالث عشر الجزء الثالث على موقع بوكس أوفيس موجو (الإنجليزية)
- يوم الجمعة الثالث عشر الجزء الثالث على موقع فيلمافينيتي (الإسبانية)
- يوم الجمعة الثالث عشر الجزء الثالث على موقع قاعدة بيانات الأفلام السويدية (السويدية)